# جودي بوراج
1. ↑  "Jodie Anna Burrage". www.tennisexplorer.com. مؤرشف من الأصل في 2023-04-15.
2. ↑  "Jodie Burrage Tennis Player Profile". www.lta.org.uk. مؤرشف من الأصل في 2023-04-15.

جودي آنا بوراج (مواليد 28 مايو 1999) هي لاعبة تنس بريطانية. على صعيد تصنيف فردي WTA فهي تتمتع بترتيب عالٍ بواقع 106 ، تم تحقيقه في 8 مايو 2023 ، كما تشغل المركز 329 في تصنيف WTA الزوجي ، و الذي حققته في 12 يوليو 2021. فازت بخمسة ألقاب فردية وخمسة زوجية في حلبة الـ ITF .